# 大川順平
大川順平（おおかわじゅんぺい、1990年2月28日 - ）は、日本のプロレスラー。
シアタープロレス花鳥風月所属。

## 来歴
2018年7月8日、神奈川・横浜にぎわい座のげシャーレ小ホールでの安部健治＆瀬戸悠介戦（パートナーは服部健太）でデビュー。

## 得意技
- キック
- DDT

## 入場テーマ曲
- rising（吉田兄弟）